# Aku Hirviniemi
Aku-Heikki Ilmari Hirviniemi, född 5 december 1983 i Riihimäki, Finland, är en finsk skådespelare.

## Karriär
Hirviniemi har varit engagerad vid flera teatrar i Finland och har också spelat i filmer och på tv. 
Han fick först viss popularitet genom tv-serien Presidentin kanslia (2008–2011) där han spelade chauffören Illu Airisto. Det stora genombrottet kom våren 2010 då Hirviniemi började medverka i sketchkomediprogrammet Putous.  Han medverkade i de första fem säsongerna men meddelade 2014 att han inte skulle komma att återvända för den sjätte säsongen.  Åren 2012–2016 spelade Hirviniemi en av huvudrollerna i MTV3:s polisdramaserie Roba.
2014 var Hirviniemi en värdarna för en komedi-talkshowen Posse med The Dudesons. . 2017 spelade han Hietanen i en nyfilmatisering av Okänd soldat.

## Kontroverser
I november 2023 gick Hirviniemi ut med en ursäkt efter tidningen Seiska avslöjat att han skickat olämpliga sexuella meddelanden till kvinnor. Helsingfors stadsteater beslöt därefter att peta Hirviniemi från en pjäs som skulle påbörjat repetitioner i december 2023. Hirviniemi hade tidigare dömts för två fall av sexuella trakasserier.

## Privatliv
Hirviniemis båda föräldrar var lokalpolitiker i Riihimäki. Hans syster är Finlands tidigare hälso- och sjukvårdsminister Aino-Kaisa Pekonen.
Hirviniemi har två döttrar från ett arton år långt förhållande med skådespelerskan Niina Lahtinen.  2023 fick han barn tillsammans med programledaren Sonja Kailassaari..